# Tarpé Mills
Tarpé Mills (25 de fevereiro de 1912 – 12 de dezembro de 1988) foi o pseudônimo de June Tarpé Mills,  Mills foi uma das primeiras grandes artistas femininas durante a chamada Era de ouro das histórias em quadrinhos americanas. Ela é mais conhecida por sua tira de jornal Miss Fury, a tira é notória por apresentar a primeira super-heroína criada por uma mulher.

### Biografia
June Tarpé Mills criou diversos personagens de aventura (“Devil's Dust”, “The Cat Man”, “The Purple Zombie” e “Daredevil Barry Finn”) antes de conceber sua personagem mais lembrada, Miss Fury, em 1941. Mills também escrevia roteiros originais, desenhava e arte-finalizava histórias para revistas em quadrinhos antes de Miss Fury, incluindo: Funny Pages, Star Comics, Amazing Mystery Funnies, Amazing Man Comics, Masked Marvel, Prize Comics, Target Comics e Reg’lar Fellers Heroic Comics.
Miss Fury foi publicada até 1952, quando Tarpé Mills se aposentou em grande parte da indústria dos quadrinhos. Ela retornou brevemente em 1971 com a revista Our Love Story para a Marvel Comics, e em 1979 começou a trabalhar em uma graphic novel de Miss Fury que permaneceu inacabada.
Ela faleceu em 12 de dezembro de 1988 no Brooklyn, Nova York, e está enterrada no Forest Green Park Cemetery, em Morganville, Nova Jersey.
June Tarpé Mills foi incluída no Hall da Fama do Prêmio Will Eisner em 19 de julho de 2019.

### Miss Fury

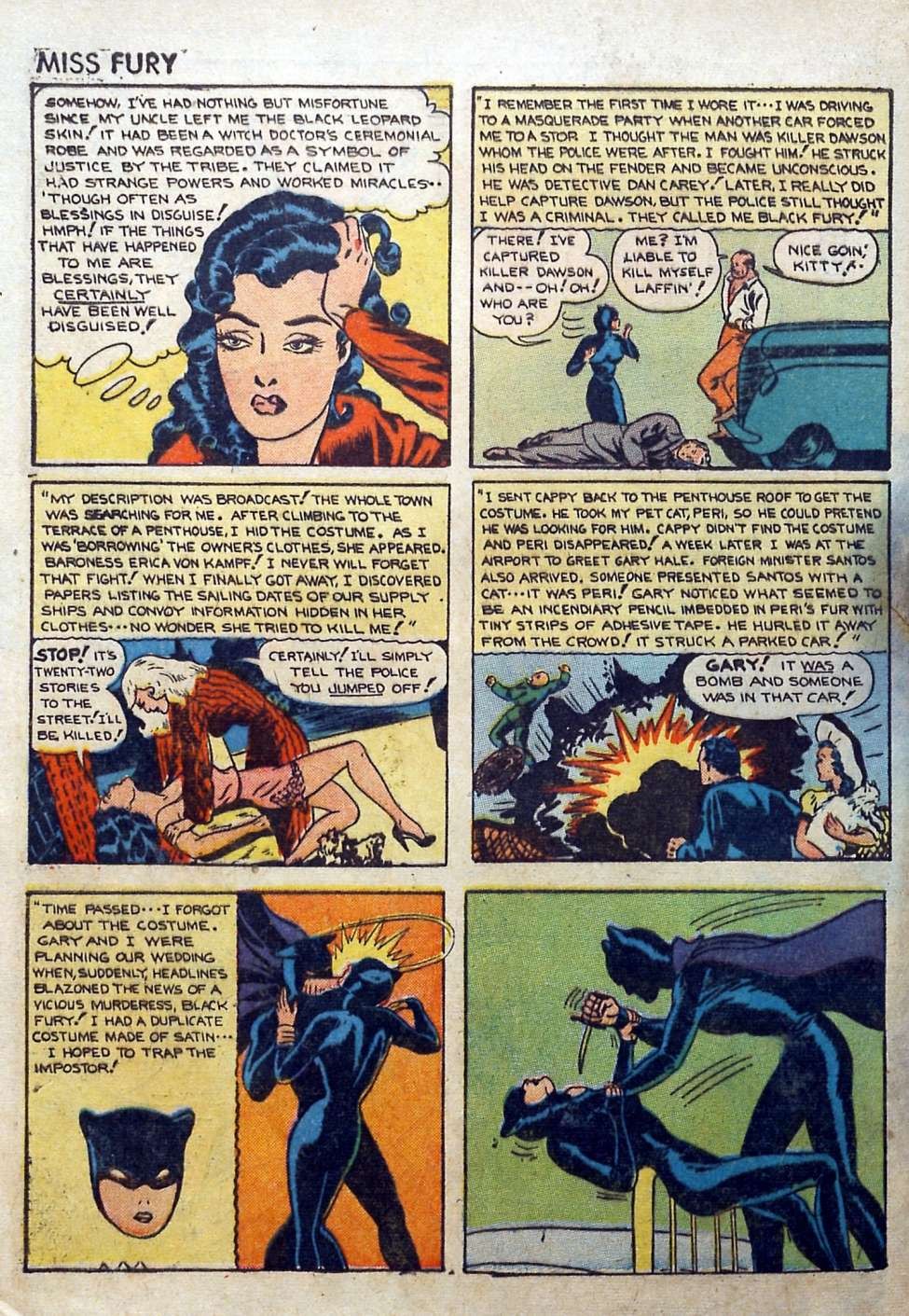
Tira remontada pela Timely Comics em Miss Fury #2, arte de Tarpé Mills

O Bell Syndicate publicou pela primeira vez a tira Miss Fury (então chamada The Black Fury) em 6 de abril de 1941, precedendo a estreia da Mulher-Maravilha em oito meses. A tira “foi publicada em cores nas páginas dominicais de quadrinhos por 351 semanas consecutivas, de 1942 a 1949, e também foi reunida em formato de revista pela Timely Comics, lançando oito edições de 1942 a 1945. A Avon Publications também republicou uma história na edição 6 de The Saint (abril de 1949), revista do personagem de mesmo nome criado por Leslie Charteris. A circulação da tira chegou a mais de 100 jornais em seu auge. À medida que Miss Fury ganhava popularidade, eventualmente se tornou de conhecimento público que sua criadora era uma mulher.
Miss Fury, o alter ego da socialite Marla Drake, era vagamente inspirada na própria aparência de Mills.
Durante a Segunda Guerra Mundial, “Miss Fury” foi pintada no nariz de três aviões de guerra americanos, na Europa e no Pacífico Sul. Dois dos vilões recorrentes da tira eram os agentes nazistas Erica Von Kampf e o General Bruno. O próprio gato persa branco de Mills, Perri-Purr, foi introduzido na tira e acabou se tornando um mascote não oficial das tropas americanas.

### Moda
A arte de Mills era glamorosa, com grande atenção dedicada às roupas da heroína. As vestimentas variavam entre vestidos de noite rendados, lingeries, maiôs e trajes atléticos. A atenção de Mills à moda em Miss Fury foi espelhada por sua contemporânea Dalia Messick em Brenda Starr, sendo ambas precursoras em relação a seus colegas homens, que geralmente “vestiam suas heroínas com vestidos vermelhos simples”.
Bonecas de papel recortáveis com roupas de Miss Fury foram incluídas pela primeira vez nas republicações em revista, levando a pesquisadora Trina Robbins a supor que esses títulos eram voltados ao público feminino. Mills enviava bonecas de papel para jovens que escreviam cartas de fãs pedindo sua arte.

### Censura
Miss Fury era conhecida por sua dose de “fetichismo”, incluindo “chicotes, saltos agulha, violência entre mulheres e cenas de lingerie.” Um dos figurinos de uma personagem, em uma publicação de 1947, “foi tão ousado que 37 jornais cancelaram a tira naquele dia.” Uma cena de banho na página dominical de 8 de junho de 1941 foi publicada nos jornais, mas foi removida da republicação de 1942 pela Timely Comics.

Trina Robbins comentou sobre Miss Fury:
“A única indignação que vi foram os jornais que censuraram a tira de Mills, na qual ela vestia sua personagem cantora de boate, Era, com uma roupa que hoje não causaria o menor alarde. Mas, à época, claramente tirou os ‘calções’ – sim, piada intencional – de algumas pessoas.”

### Estilo
A arte de Mills em Miss Fury era inspirada no trabalho de Milton Caniff. Sua representação de ação ao longo dos quadros, bem como as poses naturais e expressões faciais de suas personagens, foi descrita como “cinematográfica”, lembrando o estilo do filme noir. As personagens de Mills também tinham uma qualidade de “pin-up”.

Dean Mullaney, editor e publisher da Eclipse Enterprises, escreveu:
“[A arte de Mills] é desenhada de forma muito tradicional – sem surpresas, sem momentos ‘ah-ha’.”
Evie Nagy, da Los Angeles Review of Books, observou que
“o fluxo da arte sequencial de Mills parece completamente orgânico.”

### Legado
O legado de June Mills como a primeira mulher a criar uma super-heroína nos quadrinhos foi contextualizado por Victoria Ingalls, da Associação Americana de Psicologia. De uma lista com centenas de “super-heroínas” analisadas em sua pesquisa, Ingalls identificou apenas onze que foram criadas por mulheres sem colaboração masculina. Marla Drake foi a primeira dessas onze.
Segundo Mike Madrid, no livro The Supergirls, Marla Drake pertence à casta das “debutantes” dos quadrinhos: herdeiras e socialites como Sandra Knight (Phantom Lady), Dianne Grayton (Spider Widow), Diana Adams (Miss Masque) e Brenda Banks (Lady Luck), que trocaram a vida de tédio e submissão pela emoção e justiça ao vestirem máscara e capa.

Madrid escreveu:
“A abordagem de Mills à identidade secreta parecia mais realista, com um toque de praticidade feminina.”

### Prêmios e honrarias
A coletânea Miss Fury: Sensational Sundays 1941–1944 foi indicada ao Prêmio Eisner em 2012.
Mills foi incluída no Hall da Fama do Prêmio Eisner, como uma das quatro escolhidas pelo júri, em 19 de julho de 2019, durante a San Diego Comic-Con International, em San Diego.

### Póstumos
- Miss Fury: Sensational Sundays 1944-1949
- Miss Fury: Sensational Sundays 1941-1944 (2013)
- CBLDF Presents: She Changed Comics (2016)
- Men of Mystery Comics #104 (2017)
- Prize Comics (2017)